# Agrosaurus
Agrosaurus (/ˌæɡr[invalid input: 'ɵ']ˈsɔːrəs/) là tên được đặt cho những hóa thạch ban đầu được cho là một prosauropoda kỷ Trias của Úc. Tuy nhiên, đây thực ra là một nhầm lẩn, và hóa thạch đến từ Thecodontosaurus hay một sinh vật giống Thecodontosaurus tại Bristol, Anh.